# トマス・レイヴンズクロフト
トマス・レイヴンズクロフト（Thomas Ravenscroft, 1582年/1592年 - 1635年）は、17世紀初頭のイングランドの作曲家・音楽理論家・楽譜編集者。イングランドの民謡や俗謡を集めた曲集を出版したほか、キャッチや輪唱のような世俗の重唱曲の作曲家としても活躍した。
1594年のセント・ポール大聖堂の聖歌隊員名簿に、1600年まで在籍したという「トマス・レイニスクロフト（Thomas Raniscroft）」の名が残っており、どうやらこれがレイヴンズクロフトのことらしい。ケンブリッジ大学にておそらく1605年に博士号を取得している。
レイヴンズクロフトの主要な業績は、民謡の集成である。キャッチ、ラウンド、街路の売り子の呼び声など、無名の巷の音楽を、『パメリア』『チューテロミリア』（以上1609年）、『メリスマータ』（1611年）の3冊の曲集にまとめ上げた。曲集中のいくつかは、レイヴンズクロフトの名が知られないままに有名になったものが多く、たとえば《3つのネズミ "Three Blind Mice" 》のような例がある。1621年には『詩篇全書 The Whole Booke of Psalmes 』を出版している。作曲家としてはほとんど忘れられているものの、11曲のアンセムや3つのモテット、5声のブロークン・コンソートのためのファンタジアを遺しており、たいていの作品は流麗なルネサンス・ポリフォニーの伝統にのっとっている。
音楽理論家としては、『音度便覧 A Briefe Discourse of the True (but Neglected) Use of Charact'ring the Degrees ... 』（1614年ロンドン出版）や『音楽論 A Treatise of Musick 』（未出版の草稿）のような著作がある。